# Африканський соціалізм
Африканський соціалізм — форма господарювання, що передбачає можливим раціональне використання ресурсів «традиційним» африканським способом, на відміну від класичного соціалізму. Багато африканських політиків 1950-их і 60-их років виступали з підтримкою африканського соціалізму, хоча їхні визначення й тлумачення цього поняття мали значні відмінності.

## Ідеологія
Після здобуття африканськими державами незалежності у 1960-их роках нові африканські режими усвідомили, що вони не зможуть вважати себе переможцями над європейцями, якщо будуть використовувати ту ж систему господарювання, як і їхні пригнічувачі — капіталізм, оскільки всі імперські режими були капіталістичними, навіть якщо приязнь до принципів вільного ринку й не була абсолютною. Соціалізм був популярним серед африканських лідерів, оскільки він був розривом з імперською традицією правління. Соціалізм багатьом ввижався тим, чим не був капіталізм.
Однак у той же час захисники африканського соціалізму заявляли, що він не є ані протилежністю капіталізму, ані відповіддю на нього, а чимось зовсім іншим. Націоналісти стверджували, що цей соціалізм є суто африканським явищем, посилаючись на африканську ідентичність, ще більш сильну, ніж антикапіталізм. Вони вважали, що їхній соціалізм був просто новим втіленням того, що є по суті африканським.
На підтримку африканського соціалізму було висловлено безліч аргументів. Багато хто вважав, що Африка настільки сильно відстала від капіталістичних країн у сенсі економічного розвитку, що не зможе змагатись з ними на рівних. Адже більшість колишніх африканських колоній перебували на первісному чи напівпервісному рівні розвитку. Не дивно, що соціалізм з його наголосом на колективізм та егалітаризм на практиці виявився «співзвучним» багатьом африканським лідерам і масам. Інші закликали до почуття єдності, джерелом якої ніколи не зможе стати капіталістична система. Інші були переконані, що розвиток Африки повинен мати плановий характер з метою попередження розтрати небагатих ресурсів і майбутніх міжкласових конфліктів.
Африканська ідентичність і соціалізм часто були поняттями, що взаємно перетинались. Деякі лідери заявляли, що Африка завжди була «соціалістичною», та закликали до соціалізму як до об'єднувального культурного елементу для африканців. Але те, до чого вони закликали, не було єдиною формою африканської ідентичності; це була комбінація соціалізму й африканської ідентичності, що робила подвійний внесок до звільнення від старих імперських режимів. Соціальні революції зазвичай прямували поряд із соціалізмом.
Однак більшість режимів, що йшли шляхами програм африканського соціалізму, так і не досягли економічної незалежності, процвітання й рівності (частково в результаті посилення позицій уряду за рахунок народу), що стало для багатьох причиною розчарування в африканському соціалізмі.

## Прибічники африканського соціалізму
- Роберт Мугабе (Зімбабве)
- Амілкар Кабрал (Гвінея-Бісау та Кабо-Верде)
- Кеннет Каунда (Замбія)
- Модібо Кейта (Малі)
- Самора Машел (Мозамбік)
- Африканський національний конгрес (ANC)
- Нельсон Мандела (ПАР)
- Табо Мбекі (ПАР). Президент ПАР до 2008 року.
- Альберт Лутулі (ПАР). Лауреат Нобелівської премії
- Мішель Мічомберо (Бурунді)
- Едуардо Мондлане (Мозамбік)
- Сем Нуйома (Намібія)
- Огінга Одінга (Кенія)
- Дідьє Рацирака (Мадагаскар)
- Джеррі Ролінгс (Гана)
- Томас Санкара (Буркіна-Фасо)
- Леопольд Седар Сенгор (Сенегал)
- Ахмед Секу Туре (Гвінея)

Такі лідери, як Агоштінью Нету, Марієн Нгуабі, Кваме Нкрума, Менгісту Хайле Маріам та Сіад Барре, що вважали себе соціалістами, будували соціалізм у своїх країнах за радянською моделлю, а не за африканською.

## Організації, пов'язані з африканським соціалізмом
Найвідомішими організаціями подібного роду були рухи чорного визволення в ПАР за часів режиму апартеїду. Найбільшими з них були Африканський національний конгрес (ANC) та Панафриканський Конгрес (PAC). ANC прагнув до расової рівності, а позиція PAC визначалась у заклику «Африка для африканців!». Після падіння режиму апартеїду ANC стала провідною політичною партією в ПАР, але багато хто вважає, що партія відійшла від своїх первинних ідей.